# Aspall
Aspall est un village et une paroisse civile du Suffolk, en Angleterre.